# Stefan Bergqvist
Bör inte förväxlas med ishockeytränaren Sven Inge Stefan Bergkvist, född 1954.
Stefan Rolf Bergqvist, född 10 mars 1975 i Mockfjärd i Dalarna, är en svensk ishockeyback.

## Karriär
Bergqvist spelade juniorishockey i Leksands IF, och var med och tog guld i U18-junior-EM 1993. Han valdes av Pittsburgh Penguins som nummer 26 totalt i NHL Entry Draft 1993. När han inte tog en plats i Leksands A-trupp for han över till Nordamerika och spelade i London Knights i OHL 1994. Därefter blev det spel i Penguins farmarlag Cleveland Lumberjacks i IHL och även några matcher för Pittburgh i NHL och Stanley cup-slutspelet 1996.
Bergqvist drabbades i februari 1996 av en brusten blindtarm och i november samma år av en tumör på hörselnerven. Han gjorde comeback i Cleveland Lumberjacks men fick aldrig mer chansen i NHL. 1998 återvände han därför till Leksands IF, där det blev tre säsonger. Första säsongen slog Bergqvist det dåvarande utvisningsrekordet i Elitserien med sina 167 minuter.
Efter Leksand blev det en säsong i Linz i Österrike (2001-2002) och en säsong som delades mellan Ayr Scottish Eagles i Storbritannien och Asiago HC i Italien (2002-2003). Efter dessa år utomlands åkte Bergqvist hem till Sverige igen för spel i Borlänge HF och avslutningsvis Björbo IF.

## Spelstil
Bergqvist var stor och kraftfull, och spelade på gränsen till det tillåtna. Han var mycket defensiv och gjorde få mål.